# Koya Shimizu
Koya Shimizu (清水 康也 Shimizu Koya?), född 15 juni 1982 i Tokyo prefektur, är en japansk före detta fotbollsspelare.
Shimizu började sin karriär 2005 i Vegalta Sendai. 2007 flyttade han till Sagan Tosu. Efter Sagan Tosu spelade han för Tokyo Verdy och Briobecca Urayasu.